# Rhabdomastix margarita
Rhabdomastix margarita là một loài ruồi trong họ Limoniidae. Chúng phân bố ở miền Tân bắc.